# Ray Evans
Ray Evans (4 de febrero de 1915 - 15 de febrero de 2007) fue un compositor de música estadounidense.

## Biografía
Nacido el 4 de febrero de 1915 en Salamanca (Nueva York)
Su carrera artística está ligado con su compañero Jay Livingston, con los que compartió 3 Óscar a la mejor canción.
Ha sido el compositor de las bandas sonoras de las teleseries Bonanza y Mr. Ed.
Sus composiciones han sido interpretadas con las voces de Doris Day, Nat King Cole.
Fallecido el 15 de febrero de 2007 a consecuencia de un fallo cardiaco, a los 92 años de edad.

## Premios y distinciones
Premios Óscar
| Año  | Categoría              | Canción                                      | Película                      | Resultado |
| ---- | ---------------------- | -------------------------------------------- | ----------------------------- | --------- |
| 1946 | Mejor canción original | «Cat and Canary»                             | Why Girls Leave Home          | Nominado  |
| 1949 | Mejor canción original | «Buttons and Bows»                           | Rostro pálido                 | Ganador   |
| 1951 | Mejor canción original | «Mona Lisa»                                  | Capitán Carey                 | Ganador   |
| 1957 | Mejor canción original | «Whatever Will Be, Will Be (Que Será, Será)» | El hombre que sabía demasiado | Ganador   |
| 1958 | Mejor canción original | «Tammy»                                      | Tammy, la muchacha salvaje    | Nominado  |
| 1959 | Mejor canción original | «Almost in Your Arms»                        | Cintia                        | Nominado  |
| 1965 | Mejor canción original | «Dear Heart»                                 | Querido corazón               | Nominado  |